# Richelieu (Indre e Loira)
Richelieu /ʁiʃəˈljø/ è un comune francese di 2 000 abitanti situato nel dipartimento dell'Indre e Loira nella regione del Centro-Valle della Loira.
Fa parte della Communauté de communes du pays de Richelieu ("Comunità dei comuni della regione di Richelieu"), che comprende anche i comuni di Assay, Braslou, Braye-sous-Faye, Champigny-sur-Veude, Chaveignes, Courcoué, Faye-la-Vineuse, Jaulnay, Lémeré, Ligré, Luzé, Marigny-Marmande), Razines, La Tour-Saint-Gelin e Verneuil-le-Château).

## Posizione
Il centro di Richelieu sorge a nemmeno un km dal confine tra Indre e Loira e Vienne (e tra il 
Centro e il Poitou-Charentes), sulla strada dipartimentale D149, a 20 km circa da Chinon (direzione nordovest) e a trenta km circa da Châtellerault (direzione sudest).
La strada dipartimentale D61 unisce invece Richelieu a Loudun, altro centro importante a 20 km in direzione ovest.
Richelieu confina con i comuni di Chaveignes, Champigny-sur-Veude, Pouant, Braye-sous-Faye.

## Storia
Nel 1631, al culmine della sua carriera di statista, il cardinale Richelieu ottenne dal re Luigi XIII l'autorizzazione a costruire un palazzo e un borgo col suo nome. 
- Il palazzo, andato distrutto durante il XIX secolo, era grande quanto il borgo, e costituiva in pratica una "città privata" a fianco della città pubblica. Oggi sul sito del palazzo sorge un parco: del grande edificio sono ancora visibili alcune costruzioni secondarie (un capanno da caccia, un ingresso, ecc.).
- Il borgo, nelle intenzioni del Cardinale, voleva ricreare la "città ideale" secondo i principi architettonici classicisti del Seicento francese, con gli edifici disposti in perfetta simmetria intorno a una via centrale (la Grand'Rue) e a due piazze. Benché l'ambizioso progetto dell'architetto di corte Jacques Lemercier non sia stato completato (anche a causa della morte del Cardinale nel 1642), il borgo è tuttora considerato un capolavoro dell'urbanistica europea del secolo XVII. Secondo Jean de La Fontaine, si trattava del «più bel borgo del mondo»" («le plus beau village de l'univers»).

## Società

### Evoluzione demografica
Abitanti censiti

## Amministrazione

### Gemellaggi
- Richelieu (Québec), Canada
- Schaafheim, Germania
- Luçon, Francia